# ماكس فون غروبر
ماكس فون غروبر (بالألمانية: Max von Gruber)‏ هو أحيائي وعالم أحياء دقيقة نمساوي، ولد في 6 يوليو 1853 في فيينا في النمسا، وتوفي في 1927 في بيرتشسغادن في ألمانيا.